# Hyposalivation
Hyposalivation (von gr. ὑπό ‚unter‘ und lat. saliva ‚Speichel‘, auch Oligosialie) bezeichnet man in der Medizin einen zu niedrigen Speichelfluss. Beim Menschen gilt eine Speichelmenge von weniger als 0,1 ml/min, im stimulierten Zustand von weniger als 0,7 ml/min als Hyposalivation. Folge ist eine Mundtrockenheit (Xerostomie). Das Gegenteil, eine gesteigerte Speichelbildung, wird Hypersalivation genannt.
Ursachen können sein:
- Medikamente (Antidepressiva, Diuretika, Antihistaminika, Narkosemittel, Atropin, Antiemetika)
- Strahlentherapie, Radiojodtherapie[2]
- Diabetes mellitus
- Autoimmunerkrankungen
- AIDS
- Menopause
- Speichelsteine (Sialolithiasis)
- Essstörungen

Hyposalivation führt zu einer zu geringen Befeuchtung der Mundhöhlenorgane, zur ungenügenden Pufferung von Säuren und zu einer verminderten Menge antimikrobieller Proteine. Dies begünstigt die Entstehung von Zahnstein, Karies, Geschwüren der Mundschleimhaut und Kandidose und kann zu Schluckstörungen führen.

## Bestimmung der Speichelfließrate
Die Bestimmung der Speichelfließrate (Sialometrie) ist das einzige objektive Verfahren zum Nachweis einer bestehenden Hyposalivation oder Xerostomie. Die aus der Mundtrockenheit resultierende häufige Folge ist insbesondere die Zahnkaries in Abwesenheit der schützenden Begleitstoffe des normalen Speichelflusses. Der normale Mundspeichel enthält eine Reihe antimikrobiell wirksamer Bestandteile, u. a. Immunglobulin A (Antikörper), Lysozym (Enzym), Lactoferrin und Histatin (Protein).
In Anlehnung an Literaturdaten und auf Basis der Messungen an der Westfälischen Wilhelms-Universität in Münster werden für Erwachsene (18 bis 70 Jahre) die folgenden Referenzbereiche für vier verschiedene Fließratengruppen vorgeschlagen:
| Hypersalivation | > 1 ml/min      |
| Normsalivation  | 0,25–1 ml/min   |
| Hyposalivation  | 0,1–0,25 ml/min |
| Xerostomie      | < 0,1 ml/min    |

| Hypersalivation | > 3,5 ml/min   |
| Normsalivation  | 1,0–3,5 ml/min |
| Hyposalivation  | 0,5–1 ml/min   |
| Xerostomie      | < 0,5 ml/min   |

Da die stimulierte Speichelfließrate im Gegensatz zur Ruhespeichelfließrate zeitabhängig ist, sollte allen sialometrischen Untersuchungen zur stimulierten Speichelsekretion eine Stimulationsdauer beziehungsweise Sammeldauer von zwei bis vier Minuten für die Berechnung der Fließrate zugrunde liegen.